# 3DO M2
3DO M2は、3DO社が開発し1995年に発表したマルチメディア端末・家庭用ゲーム機である。後にパナソニック（開発当時・松下電器産業）が権利を買収しPanasonic M2となった。
家庭用端末としては発売が断念され、1998年に業務用端末として展開されたほか、組み込み向け基板やアーケードゲーム基板として展開された。

## 概要

### ゲーム機としてのM2
3DO M2は3DO社によって、3DOインタラクティブ・マルチプレイヤーの拡張機器として1994年より開発がスタートした。開発コードネームは3DO II、あるいはBulldog、あるいはMark II Accelerator、あるいはM2 Acceleratorとも呼ばれ、最終的にM2が正式名称となった。3DOにM2アクセラレーターを取り付ける事によって、64bitゲーム機にアップグレードされる予定だった。
最終的には3DOの上位互換機として1995年1月に発表された。1995年度のE3では、M2用として開発中のレーシングゲーム（『IMSA Racing』）などのデモンストレーションがトリップ・ホーキンスによって行なわれた。1996年末頃までの発売が予定されていた。
1995年末、M2の権利は3DO端末の権利とともに松下電器産業に10億円とも100億円とも言われる巨額の金額で買収され、Panasonic M2となった。1996年にはM2のハードやソフトの開発などを担当する松下電器産業のゲーム部門としてパナソニック・ワンダーテインメント社が設立され、M2の最終的なスペックが確定された。M2の性能はSEGA Model3基板とほぼ同等、すなわち当時最も高性能な競合機であったNINTENDO 64の約10倍の性能であると松下は主張していた（しかし後の飯野賢治の証言によると、それは誇大広告であった）。CPUは3DOのARM6からPowerPC602に変更されており、3DO端末との互換性はないが、既存の3DOユーザー向けにも何らかのアップグレード施策を取ることが約束された。ソフトウェアとしてはワープが「Dの食卓2」を開発中であることと、コナミおよびカプコンがアーケード基板としてM2のアーキテクチャを採用したことが公表された。パナソニック・ワンダーテインメントはM2の発売時期について明言しなかったが、1997年の4月から6月かけてと予想されていた。
1997年には松下とGoldstar（現・LG電子）からM2端末のプロトタイプも発表されたが、3DOの売上不振と競合機の爆発的普及に伴い、1997年6月、松下電器産業は家庭用端末としてのM2の発売を断念することを発表。1997年7月3日、M2の開発も断念する事が発表された。
結局M2用ゲームとしてタイトルが公表された唯一の作品となった「Dの食卓2」は、M2の販売延期および販売戦略の見直しに伴って何度も作り直しをする羽目になった挙句、1999年に「D2」としてドリームキャストでの発売となった。松下に煮え湯を飲まされつつもようやく「D2」の発売にこぎつけたワープの飯野賢治は、1998年にアメリカのゲーム雑誌Next Generation誌のインタビューでその喜びを語り、「ドリームキャストはM2の3-4倍の性能がある。M2はNINTENDO64の2-3倍の性能があったが、それ以上のものではなかった。それでも1996年-1997年にかけての時点では未だ高性能なマシンだったが」と証言した。
1997年から1998年にかけて、公約通りにコナミのアーケードゲーム基板「タランチュラ」として採用されたが、CD-ROMドライブの採用によるアーケードゲームとしては致命的なロード時間の長さなどから評価が低く、5本で採用されたに留まる。
コンシューマゲーム機としてはソフト・ハード共に発売されなかったが、「vizHouse」やキオスク端末などの業務用機器として販売されたハードが市場に存在しており、また対応ソフトとしてはレーシングゲーム『IMSA Racing』のベータ版が2010年に流出したため、一応ゲーム機として利用可能になった。

### 業務用機器としてのM2
M2は1998年に松下電器産業の業務用機器として市場に投入された。
業務用機器としてのM2の展開は当時松下電器産業のテレビ事業を担当していたAVCネットワークス社のインタラクティブメディア事業部が中心となって行われた。単体の端末としては主に医療、建築、店舗の販促などの分野で供給された。建築用としては松下電器産業の開発した建築プレゼンテーション用ソフト「vizHouse」の専用ハードとして供給されたことが特筆される。組み込み用としてはキオスク端末やIA端末などの機器に採用された他、ATMや自動販売機の組み込み用としても利用された。また、マルチメディア端末としてインターネット対応もウリの一つで、ゲーム機やIA端末向けアプリの制作で知られ、北米版セガサターン用モデムNetLinkや北米版ドリームキャスト用ブラウザなども作ったPlanetweb社がM2対応アプリを作っていた。
M2端末としてはFZ-21S、FZ-35S（ともに1998年発売）、FZ-55の3機種が存在する他、コナミのアーケードゲーム基板「タランチュラ」など、カスタム基板として様々な製品に組み込まれて市場に供給された。
AVC社のインタラクティブメディア事業部は2002年1月にITプロダクト事業部に統合されて消滅した。

### パナソニック・ワンダーテインメント社
パナソニック・ワンダーテインメント社とは、1996年4月1日に設立された松下電器産業の子会社である。松下電器産業のゲーム部門として、3DO社より引き継いでM2のハードウェア開発を行い、またゲームソフトの開発も行った。松下電器産業は1993年より（ゲーム機としてではなく）情報家電として3DO端末を展開していたが、3年目にして初めて設立されたゲーム部門である。
しかし1997年6月、3DOの販売不振や競合機の爆発的普及などの理由から、ゲーム機としてのM2の発売を断念することを発表。パナソニック・ワンダーテインメントはM2のローンチに向けて相当数のタイトルを開発中であるとされていたが、結局それらは公表されなかった。
その後は他社ハード向けソフトメーカーとしてドリームキャストやワンダースワン向けのゲームソフトなどを開発していたが、1999年3月、松下電器産業はゲーム部門からの撤退を発表。同社が開発中であった「WEB MYSTERY 予知夢ヲ見ル猫」（ドリームキャスト）と「語楽王 TANGO! WS」（ワンダースワン）は他社に引き継がれて発売されることとなった。
松下電器産業のゲーム部門は、結局1つのハードもソフトも発売せずに終了した。

## 仕様

### M2（3DO社発表）
『電撃王』1996年10月号が「3DO社がWWWで公表した情報」として誌面掲載したもの。
- CPU : PowerPC 602RISC（66MHz）
- RAM : 最低4MB SDRAM
- 内蔵キャッシュ : 32KB
- ポリゴン : 100万ポリゴン/s
- ピクセル : 1億ピクセル/s
- サウンド : 66MHz DSP
- 解像度　 : 640x480
- ビデオ   : MPEG1,JPEG
- グラフィック : 3Dバスースペクティブ補正,αチャンネル

### M2（PW社発表）
『電撃王』1996年11月号がパナソニック・ワンダーテインメント社からの確定情報としてインタビュー記事に掲載したもの。
- CPU : PowerPC 602x2
- RAM : 8MBのユニファイドメモリシステム
- 描画エンジン : MPEG1デコーダ内蔵
- 解像度　 : 320x240～640x480 フルカラー
- エフェクトその他   : AudioDSP、マイクロカードスロット、拡張カードスロット
- 入力 : アナログ入力系統を複数

### FZ-21S
- CPU : PowerPC 602（66MHz）x2
- RAM : 8MB、バス速度は最大533MB/s、平均400MB/s
- キャッシュメモリ : 32KB
- グラフィック : High-Speed Texturing, High Quality Filtering, MIP Mapping, Z Buffering, Anti-Aliasing, Alpha Channel: 128 degrees or transparency
- 解像度 : 640 pixels x 480 pixels, 24-bit colour
- ポリゴン : 1,000,000ポリゴン/s
- ピクセル : 100,000,000ピクセル/s
- 対応フォーマット : MPEG 1
- メディア : CD-ROM（4倍速）
- ストレージ : メモリーカード(128KB - 32MB)
- PCMCIA

- カスタムASICチップ
  - BDA : Bulldog ASIC。主にグラフィックなどを担当する。
  - CDE : 2つのCPUとBDAを接続するバス。

### FZ-35S
1998年11月発表。DVDドライブ搭載のFZ-35S1と、CD-ROMドライブ搭載のFZ-35S5が存在する。SDRAMが16MBになっているなど、スペックが若干増強されている。加えてRS232Cポートが搭載されているなど、インターネット対応の業務用キオスク端末向けとしての性格を明確にしている。
- 対応メディア:DVD-ROM（2倍速）、LS-120スーパーディスク、フラッシュメモリ
- ISAカードスロット
- PS/2コネクタx2
- RS232C端子x2
- パラレルポートx1

### FZ-55
POPインタラクティブシステムとしての利用を前提として、TFT10.4インチ液晶を搭載した液晶一体型表示端末。「逆ノート型」、つまりノートパソコンの背面に当たる場所にディスプレイが搭載されている。
- CPU : PowerPC 602（66MHz）x2
- RAM : 16MB
- SRAM : 128KB
- フラッシュROM : 2MB (拡張可)
- ROM : 1MB
- D-sub x1
- ステレオミニジャック x1
- PCカード 68ピン PCMCIA TypeII x1
- D-Sub 9ピン x2 RS-232C準拠
- ミニDIN 6ピン x1 PS/2準拠
- 増設フラッシュROMコネクタ

### タランチュラ基板（FUP0882ZAM1)

#### 仕様

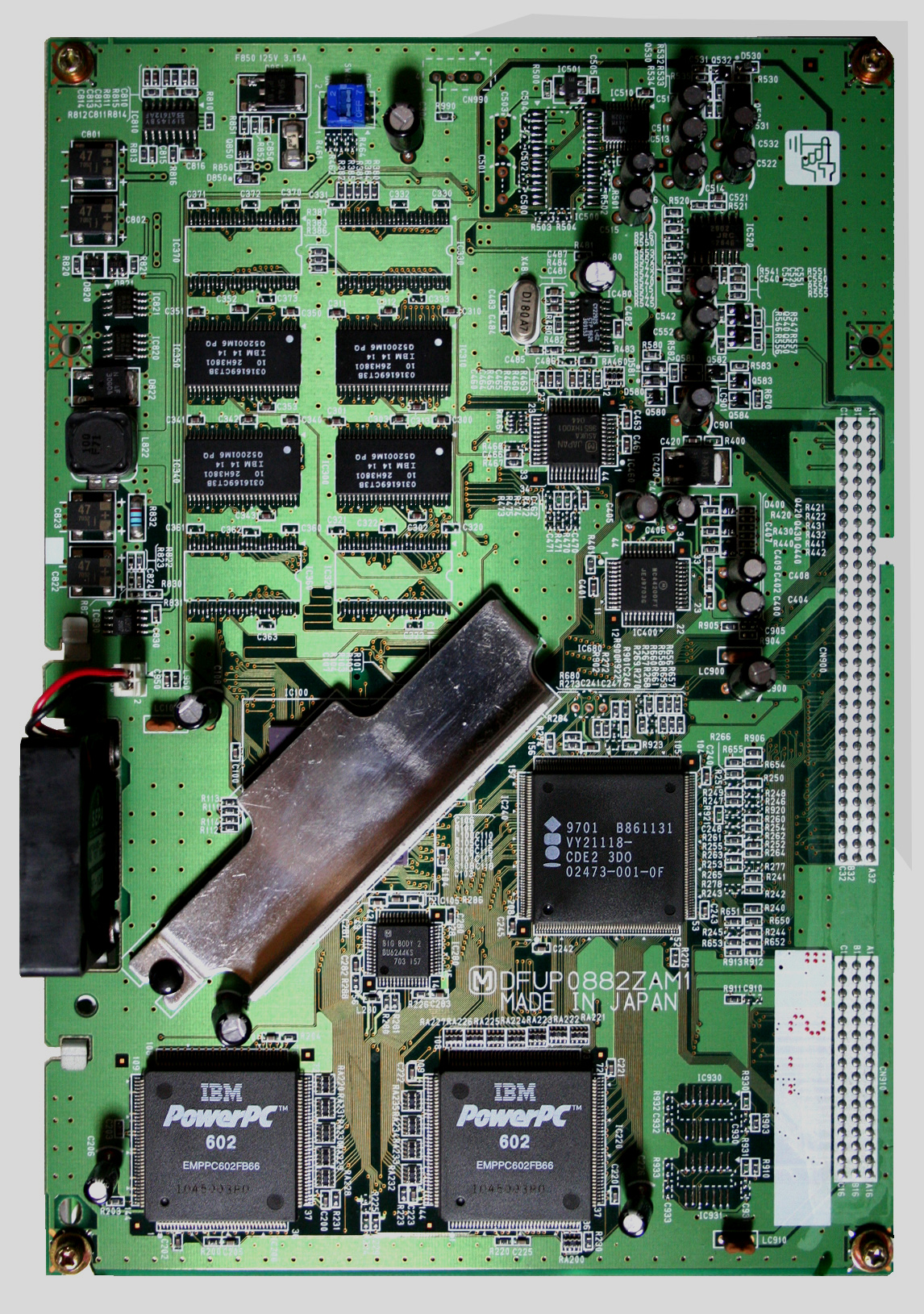
M2(DFUP0882ZAM1)
基板外観

- MPU:EMPPC602FB66 PowerPC602 (66MHz) ×2個搭載
- コンパニオンチップ
  - B861131 VY21118-CDE2 3DO 02473-001-0F（208ピンQFP）
  - BU6244KS BIG BODY2（56ピンQFP）
  - ASKA （NEC製）（44ピンQFP）
  - 26H14717 043007K1(IBM MICROELECTRONICS製)(C-BGA)
- メモリ：IBM0316169CT3B（16Mbit SDRAM,IBM Micro Electronics製）×4個搭載 (8MB)（最大16MBまで実装可能）
  - ユニファイドメモリアーキテクチャ(UMA)構成を採る。
- サウンド出力用D/Aコンバータ：AKM4309VM(旭化成マイクロシステム)
- グラフィック画像出力用D/Aコンバータ：MC44200 (モトローラ)
- 96ピン拡張コネクタ
- 48ピン拡張コネクタ
- CD-ROMドライブ：CR-583（松下寿電子工業 8倍速）

#### 入出力
M2基板には下記を備えるインターフェイス基板が接続される。
- JAMMAカードエッジコネクタ
- CD-ROMドライブインターフェイス

#### 採用事例
- 「とべ!ポリスターズ」,アーケードゲーム,コナミ,1997年
- 「Battle Tryst」,アーケードゲーム,コナミ,1998年
- 「Evil Night / Hell Night」,アーケードゲーム,コナミ,1998年
- 「Heat Of Eleven '98」,アーケードゲーム,コナミ,1998年
- 「Total Vice」,アーケードゲーム,コナミ,1997年

## ソフトウェア
- Dの食卓2 - M2用としてタイトルが公表された唯一のソフト。トレイラーも公開されており、ドリームキャスト版とは全く違ったゲームだったらしいが、市販も流出もなされていないので詳細は不明。
- IMSA Racing - FZ-35Sに対応。コンソール端末でゲームとしてプレイ可能な唯一のソフトとして、2010年にベータ版が流出したため、M2がゲーム機として利用できるようになった。
- M2 tech demo - キオスク端末としての性能を示すデモ用のソフト。
- VizHouse - 松下電器産業が発売した建築プレゼンテーション用システム。M2用として市販された唯一のアプリケーション。後述。
- ぽんぽんらんどM2 - 福祉施設向けリハビリテーション促進アプリケーション。城南電器工業所製。
- General Motors Kiosk Application - ゼネラルモーターズにキオスク端末として採用され、来店したお客にポンティアックなどの車を紹介するアプリケーションが制作されたものが確認されている。
- 竹井機器工業 自動車運転適性検査 - 1998年7月より高齢者向けの自動車運転適性検査装置の映像表示装置として採用され、各都道府県の運転免許センターに導入されていた。ソフト及びM2本体が内蔵された、専用のハンドルコントローラーとセットで供給される。装置自体の製品寿命は長かったものの、M2の展開が終了した後はソフトがWindowsに移植され、装置の内部にM2ではなくWindows PCが内蔵されるようになっていた。

業務用ゲーム基板に対応したソフトは別途記載。

## vizHouse（ヴィズハウス）
vizHouse（ヴィズハウス）とは、松下電器産業が2000年7月に発売した建築プレゼンテーション用システム。パソコンを使わなくても「ゲーム機のような画像処理装置内蔵の専用ハードウエア」を使って、画面の指示に従ってマウスをクリックすることで、簡単に建物の間取り図と3次元モデルを作ることが出来る。また「付属の専用コントローラー」で建物内部をウォークスルーしたり、プレゼンテーションなどもできることをうたっていた。主に建て主とのプラン検討の初期段階での利用が想定されていた。
M2本体とセットと言う形で販売された、市場に出た事実上唯一のM2用ソフトである。M2本体とのセットでの価格は29万8000円。
vizHouseのカスタム版として、マンションデベロッパー向けに特化した「vizMansion」（ヴィズマンション）も開発された。価格は65万円から。
現実の使用例としては、松下グループの住宅事業部であるナショナル住宅産業（パナホーム）の住宅展示場で、顧客にモデルハウスの説明をするためのキオスク端末として使われていた。カスタマイズ版が都市整備プランニングや総合地所などいくつかの不動産業者で採用されている。スーパーディスク(松下寿電子工業の開発した次世代フロッピーディスク)に対応しており、フロッピー1枚で250件、スーパーディスクなら1枚で30000件の間取りを保存できる。
VizHouseの開発者が2002年に松下を退職したため、展開を終了した。なお、VizHouseの開発者は神奈川にて「ハウスネットワークス」という企業を立ち上げ、PC向け間取り図作成ソフト「DESIGN HOME CG」をリリースしたが、定番ソフトである「3Dマイホームデザイナー」には対抗できず、2007年に廃業した。